# O Fader, sänd din Ande neder
O Fader, sänd din Ande neder är en psalm med text skriven 1884 av Andreas Fernholm och musik från Hamburg år 1690. Texten bearbetades 1948 och 1986.

## Publicerad i
- Psalmer och Sånger 1987 som nr 425 under rubriken "Kyrkan och nådemedlen - Dopet".[1]